# Народный суд (Болгария, 1944—1945)
Народный суд (болг. Народен съд) — чрезвычайный трибунал, действовавший в Болгарии с декабря 1944 по апрель 1945. Функционировал на основе антиконституционного правительственного указа. Фактически являлся инструментом политического террора БКП. Вынес около 11 тысяч приговоров, из которых 2730 смертных (заочно осуждались лица, к тому времени умершие или скрывшиеся за рубежом). После 1989 года эти действия квалифицированы как незаконные политические репрессии, осуждённые реабилитированы.

## Политические задачи
Историческим предшественником Народного суда являлась Третья палата государственного суда, учреждённая 12 января 1920 при правительстве БЗНС во главе с Александром Стамболийским. Палате вменялось в задачу «наказание виновных в национальной катастрофе» — деятелей, ответственных за поражение Болгарии в Первой мировой войне.
Формально Народный суд имел сходные функции — «наказание виновных во втягивании Болгарии в Мировую войну против Союзных народов и в связанных с ней злодеяниях». Реально этот орган был призван юридически осудить и физически ликвидировать антикоммунистически настроенных представителей прежней элиты — прежде всего политической и военной. Формально-правовая сторона заведомо объявлялась малозначимой.
30 сентября 1944 правительство Кимона Георгиева — к тому времени политического союзника коммунистов — утвердило закон-постановление (фактически внеконституционный указ) о создании Народного суда. Акт вступил в силу с момента опубликования 6 октября 1944. Премьер Георгиев рассчитывал, что создание трибунала позволит остановить захлестнувшую Болгарию волну произвольных политических убийств. Руководители же БКП ставили ликвидацию своих противников на «правовую основу».

Никто не должен быть оправдан. Соображения гуманности и сострадания не должны играть роли.

Георгий Димитров

Это требование было принято судейскими составами как политическая установка (хотя не в буквальном смысле; некоторое количество оправдательных приговоров имело место).

## Организационная структура
Персональный состав судей — «избираемых из наилучших граждан» — определялся структурами Отечественного фронта, в котором доминировала БКП. Правительственным куратором Народного суда стал министр юстиции коммунист Минчо Нейчев. Главным обвинителем выступал коммунист Георгий Петров (по юридической специальности адвокат).
Народный суд подразделялся на верховные и региональные палаты. В компетенцию верховных палат входили дела бывших министров, регентов и царских советников, депутатов парламента, болгарских экспертов по Катынскому и Винницкому расстрелам, «военных преступников» (в самом расширительном толковании), пропагандистов идеологии фашизма, участников депортации евреев, «фашистских агентов» в Софии, прокуроров и судей прежнего режима, банковских служащих и других экономических организаторов, членов крайне правых организаций (прежде всего Союза болгарских национальных легионов), участников операций против партизанского движения 1940-х.
Верховные палаты состояли из 13 членов, региональные — из 5. Председателями верховных палат являлись Богдан Шулев, Светослав Кираджиев, Борис Кьосев, Георгий Патронев, Димитр Димитров, Борис Лозанов, Нейко Нейков, Борис Илиев. Одним из обвинителей в палате, занимавшейся «военными преступниками», был Добри Джуров, будущий министр обороны НРБ.

## Репрессивные вердикты
Наиболее резонансными были приговоры по «Делу № 1» и «Делу № 6». В первом случае осуждению подлежали представители политической и военной элиты прежнего режима — регенты, министры, депутаты, руководители антикоммунистических организаций. 1 февраля 1945 по приговору Народного суда были расстреляны 104 человека (самая массовая единовременная казнь в истории Болгарии), в том числе князь Кирил Преславский, академик Богдан Филов, генерал Никола Михов, генерал Иван Русев, идеолог НСД Тодор Кожухаров, бывший премьер Пётр Габровский, подполковник Сирко Станчев, полковник Христо Калфов.
По «Делу № 6» проходили более ста представителей гуманитарной интеллигенции — писатели, художники, журналисты. Некоторых из них, как Райко Алексиева и Данаила Крапчева, к тому времени уже не было в живых. Среди осуждённых — известная писательница Фани Попова-Мутафова, получившая 7 лет тюрьмы (реально отбывала менее года) за прогерманские симпатии и национализм.
Вердикты по «Делу № 1» и «Делу № 6» одномоментно обезглавили политическую оппозицию и сильно деморализовали оппозицию потенциальную. Одновременно оформлялась ликвидация оппозиционных активистов «среднего звена», способных руководить вооружённым сопротивлением. Например, по приговору Народного суда был расстрелян капитан Иван Харлаков, активный участник свержения Стамболийского и подавления Сентябрьского восстания в 1923. Репрессировались и деятели, непричастные к политическому насилию. На 15 лет заключения был осужден Димитр Пешев, инициатор спасения болгарских евреев. К 1 году тюрьмы был приговорён и впоследствии репрессирован вторично лидер БЗНС Димитр Гичев. Пожизненное заключение было назначено либеральному экс-премьеру Константину Муравиеву. В этих и подобных случаях речь однозначно шла о внеправовых политических расправах.
Некоторые политические эмигранты — Александр Цанков, Христо Статев, Иван Дочев, Георгий Паприков и ряд других — приговаривались к смертной казни заочно (иногда неоднократно).
Приговоры не подлежали обжалованию, смертная казнь приводилась в исполнение практически немедленно. Хотя формально Болгария оставалась монархией, приговоры выносились не «именем Симеона II, царя болгар», а «именем болгарского народа».

## Статистика приговоров
Статистические данные по приговорам Народного суда основаны на отчёте министра Нейчева от 24 июля 1945. По его данным, статистика обвинительных приговоров за период с 22 декабря 1944 по 31 марта 1945 выглядела следующим образом:
- к смертной казни — 2680 человек

- к пожизненному заключению — 1921 человек

- к 20 годам заключения — 19 человек

- к 15 годам заключения — 962 человека

- к 10 годам заключения — 727 человек

- к меньшим срокам — 3241 человек

Нейчев отмечал, что на момент отчёта «работа Народного суда окончательно не завершена». Современные болгарские источники утверждают, что к смертной казни были приговорены 2730 человек (по другим приговорам данные от 24 июля 1945 не оспариваются). Оправдательные вердикты вынесены в отношении 1516 человек. Для сравнения сообщается, что за период 1940-1943 годов по политическим обвинениям были казнены 357 человек.

## Осуждение суда
В современной Болгарии деятельность Народного суда рассматривается как юридически незаконная — правительственное постановление о его учреждении противоречило формально действовавший на тот момент Тырновской конституции. Политически Народный суд характеризуется как инструмент комплексного политического террора, пропорциональные масштабы которого — если учитывать численность населения Болгарии — относятся к крупнейшим в Восточной Европе.
26 августа 1996 года Верховный суд Республики Болгарии отменил 111 приговоров Народного суда на основании отсутствия доказательств вины.
Деятельность "так называемого «Народного суда» включена отдельным положением в закон Болгарии 2000 года о преступности коммунистического режима 1944-1989 годов.
В 1998 году Конституционный суд Республики Болгарии квалифицировал деятельность Народного суда как антиконституционную — в соответствии с этим решением осуждённые Народным судом могут реабилитироваться без изучения приговоров.
С 2011 года дата 1 февраля — расстрел осуждённых по «Делу № 1» в 1945 — официально отмечается в Болгарии как День памяти жертв коммунистического режима.